# Bukovec (okres Frýdek-Místek)
Bukovec (Duits: Bukowetz) (Pools: Bukowiec) is een Tsjechische gemeente in de regio Moravië-Silezië, die deel uitmaakt van het district Frýdek-Místek. Bukovec telt 1368 inwoners.
Bukovec is de meest oostelijk gelegen gemeente van Tsjechië en ligt bij het drielandenpunt van Tsjechië, Polen en Slowakije.
Bukovec is op 31 mei 1353 door hertog Casimir van het Hertogdom Teschen gesticht. Vanaf 1918 hoorde Bukovec bij Tsjechoslowakije. In 1938 kwam het na het Verdrag van München bij Polen en van 1939 tot 1945 hoorde Bukovec bij het Duitse Rijk.

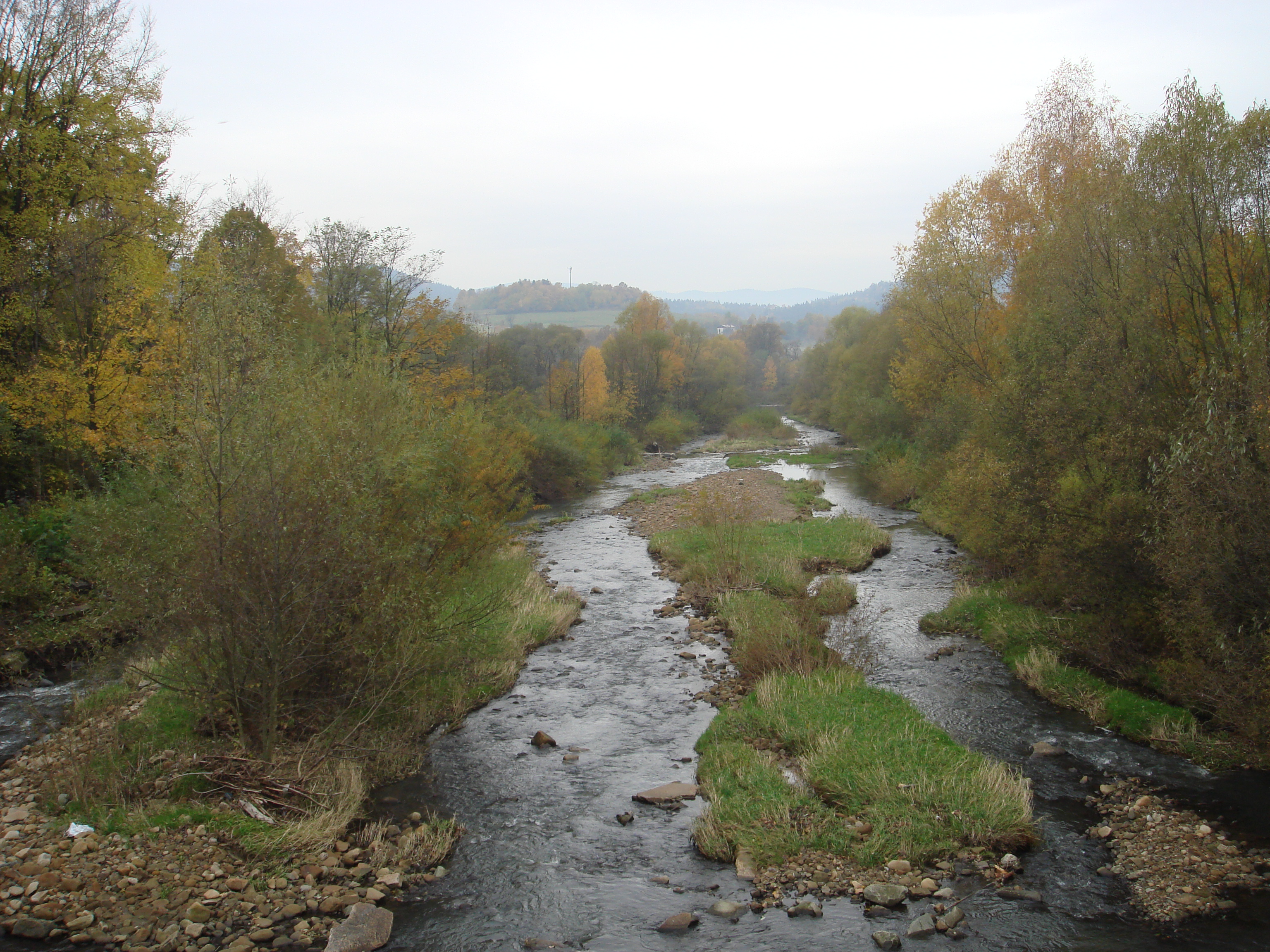
Bukovec, blik op de Olza (2007)

Baška ·
Bílá ·
Bocanovice ·
Brušperk ·
Bruzovice ·
Bukovec ·
Bystřice ·
Čeladná ·
Dobrá ·
Dobratice ·
Dolní Domaslavice ·
Dolní Lomná ·
Dolní Tošanovice ·
Fryčovice ·
Frýdek-Místek ·
Frýdlant nad Ostravicí ·
Hnojník ·
Horní Domaslavice ·
Horní Lomná ·
Horní Tošanovice ·
Hrádek ·
Hrčava ·
Hukvaldy ·
Jablunkov ·
Janovice ·
Kaňovice ·
Komorní Lhotka ·
Košařiska ·
Kozlovice ·
Krásná ·
Krmelín ·
Kunčice pod Ondřejníkem ·
Lhotka ·
Lučina ·
Malenovice ·
Metylovice ·
Milíkov ·
Morávka ·
Mosty u Jablunkova ·
Návsí ·
Nižní Lhoty ·
Nošovice ·
Nýdek ·
Ostravice ·
Palkovice ·
Paskov ·
Pazderna ·
Písečná ·
Písek ·
Pražmo ·
Pržno ·
Pstruží ·
Raškovice ·
Ropice ·
Řeka ·
Řepiště ·
Sedliště ·
Smilovice ·
Soběšovice ·
Staré Hamry ·
Staré Město ·
Staříč ·
Střítež ·
Sviadnov ·
Třanovice ·
Třinec ·
Vělopolí ·
Vendryně ·
Vojkovice ·
Vyšní Lhoty ·
Žabeň ·
Žermanice